# 47毫米APX反坦克炮
47毫米APX反坦克炮是从第二次世界大戰爆發初年即開始服役的法國反坦克炮。

## 設計
在1930年代時，法國軍隊正尋求新的替代火炮以替換掉客串作為反坦克炮的M1897式75mm野战炮。過時的“75小姐”雖然是門不錯的反坦克炮，但它對於更新、更小、更高初速、更低口徑的新型反坦克武器來說過於沉重以至於難以進行隱蔽。法軍最後選擇了國有皮托製造廠（縮寫APX）的設計，並命名為1937年式47毫米半自動火炮（法語：canon de 47 mm semi-automatique mle 1937）。同時也生產了另一款設計相似的1939年式47毫米半自動火炮（法語：canon de 47 mm semi-automatique mle 1939）。兩門炮的性能都不錯，特别是考虑到當時德国坦克的薄装甲。這門火炮在550米可以穿透60毫米、180米可穿透80毫米的裝甲。 但不幸的是，直到法國戰役爆發，這兩款火炮的數量依然十分稀少 。

## 外國使用
德國俘獲了這兩款火炮，並分別將1937年式和1939年式命名為 4.7cm Pak 181(f) 和 4.7cm Pak 183(f) 。  這些火炮之後用在大西洋壁壘和德國自己的坦克殲擊車上。
坦克殲擊車:
- 4.7cm Pak 181(f) oder 183(f) auf PzJäg Lorraine Schlepper(f) - 安装在法国火炮拖拉机底盘上
- 4.7cm Pak(f) auf Panzerspähwagen P204(f) - 安装在法国裝甲車輛底盘上
- 4.7cm Pak(f) auf PzKpfW I - 安装在一號坦克底盘上
- 4.7cm Pak(f) auf PzKpfW Mk.II 748(e) - 安装在英國瑪蒂爾達II底盘上
- 4.7cm Pak 181(f) oder 183(f) auf PzKpfW 35R(f) - 安装在法国步兵坦克底盘上

## 衍生型
- 47毫米 SA mle 1939 TAZ - 安裝在可360°旋轉的三腳架上，未進入量產。
- 47毫米 SA 35 mle 1935 - 早期型號，安裝在索瑪 S35和B1等坦克上。

## 來源
1. 1 2  . www.tbof.us.   [2017-09-26]. （原始内容存档于2018-05-18）.
2. 1 2  Chamberlain, Peter. . Gander, Terry. New York: Arco Pub. Co. 1974: 9. ISBN 0668036079. OCLC 1299755.

- Ferrard, Stéphane. France 1940 l'armement terrestre, ETAI, 1998, ISBN 2-7268-8380-X